# Liga Portuguesa de Futebol Americano
A Liga Portuguesa de Futebol Americano, é o campeonato de futebol americano disputado em Portugal. A primeira edição foi na temporada 2009/10, com o jogo de estreia entre Crusaders Futebol Americano e Paredes Lumberjacks a 7 de Novembro de 2009. Os atuais campeões nacionais são os Lisboa Devils que venceram por 28-27 os Lisboa Navigators na final que se disputou a 23 de Junho de 2024 no Estádio do Futebol Clube de Benfica.

### Federação Portuguesa de Futebol Americano
No dia 29 de Junho de 2024, Pedro Esteves foi eleito presidente da FPFA. Apesar do nome ser "Federação" a FPFA ainda tem cariz de associação. A nova direção tem um projeto criado com o objetivo claro de promover e consolidar os desportos gridiron (futebol americano e flag) em Portugal.

## Equipas

### 2024 - Décima Quarta Edição
| Equipa               | Cidade     | Estádio                                 | Participações          |
| -------------------- | ---------- | --------------------------------------- | ---------------------- |
| Braga Warriors       | Braga      | Campo de Jogos da Caseta - Braga        | 12                     |
| Crusaders CFA        | Carcavelos | Campo das Fontainhas - Cascais          | 12                     |
| Lisboa Devils        | Benfica    | Estadio Francisco Lázaro - Benfica      | 9                      |
| Lisboa Bulldogs      | Lisboa     | Clube Rugby São Miguel - Alvalade       | 3                      |
| Lisboa Navigators    | Lisboa     | Campo das Laranjeiras - Lisboa          | 13                     |
| Salgueiros Renegades | Porto      | Complexo Desportivo da Campanhã - Porto | 3                      |
| Maia Mutts CFA       | Porto      | Complexo Municipal de Cutamas - Maia    | 9 (6 como Porto Mutts) |

### Extintas
| Equipa                              | Cidade                 | Estádio                                       | Participações |
| ----------------------------------- | ---------------------- | --------------------------------------------- | ------------- |
| Lisboa Bulldogs (ex Lisboa Lions)   | Lisboa                 | CDOM                                          | 2             |
| Algarve Pirates                     | Portimão               | Complexo Desportivo da Mexilhoeira Grande     | 4             |
| Black Knights - GDBM                | Braga                  | Campo de Jogos da Mata da Ordem               | 3             |
| Candal Kings                        | Vila Nova de Gaia      | Estádio Rei Ramiro                            | 1             |
| Canidelo Celtics                    | Canidelo               | Parque Jogos Manuel Marques Gomes             | 1             |
| Galicia Black Towers                | Teo                    | Campo de A Cañoteira                          | 3             |
| Maia Mustangs                       | Maia                   | Estádio Municipal Dr. José Vieira de Carvalho | 3             |
| Maia Renegades (ex Porto Renegades) | Maia                   | Estádio Municipal Dr. José Vieira de Carvalho | 8             |
| Paredes Lumberjacks                 | Paredes                | Cidade Desportiva de Paredes                  | 11            |
| Santa Iria Wolves                   | Santa Iria de Azóia    | Clube Futebol Santa Iria                      | 1             |
| Santiago Black Ravens               | Santiago de Compostela | Campo Colexiata de Sar                        | 2             |
| Portuscale Dragons                  | Vila Nova de Gaia      | Vilanovense Futebol Clube                     | 1             |
| Évora Eagles                        | Évora                  | Complexo Desportivo de Évora                  | 1             |

## Histórico das Épocas
| Edição    | Ano  | Estádio                              | Campeão                              | Final                                | Vice-campeão                         | MVP                                  |
| --------- | ---- | ------------------------------------ | ------------------------------------ | ------------------------------------ | ------------------------------------ | ------------------------------------ |
| I LPFA    | 2010 | Campo de Rugby do Técnico            | Lisboa Navigators                    | 45-26                                | Paredes Lumberjacks                  | André Monteiro (Lisboa Navigators)   |
| II LPFA   | 2011 | Campo da Agronomia                   | Lisboa Navigators                    | 38-27                                | Paredes Lumberjacks                  | António Neves (Paredes Lumberjacks)  |
| III LPFA  | 2012 | Estádio 1.º de Maio                  | Lisboa Navigators                    | 25-7                                 | Maximinos Warriors                   | José Pedro (Lisboa Navigators)       |
| IV LPFA   | 2013 | Campo de Rugby do Técnico            | Lisboa Navigators                    | 20-12                                | Porto Mutts                          | Marco Madeira (Lisboa Navigators)    |
| V LPFA    | 2014 | Estádio Municipal de Abrantes        | Lisboa Navigators                    | 34-7                                 | Maximinos Warriors                   | Filipe Grangeiro (Lisboa Navigators) |
| VI LPFA   | 2015 | Estádio Municipal Sérgio Conceição   | Lisboa Navigators                    | 32-13                                | Crusaders CFA                        | Marco Madeira (Lisboa Navigators)    |
| VII LPFA  | 2016 | Estádio Dr. José Vieira              | Lisboa Devils                        | 28-26                                | Algarve Sharks                       | Pedro Almeida (Lisboa Devils)        |
| VIII LPFA | 2017 | Estádio Sanches de Miranda           | Lisboa Devils                        | 40-35                                | Maia Renegades                       | Collin Franklin (Lisboa Devils)      |
| IX LPFA   | 2018 | Estádio Manual Marques               | Portuscale Dragons                   | 6-0                                  | Porto Mutts                          | Bruno P. (Portuscale Dragons)        |
| X LPFA    | 2019 | Estádio Municipal de Mafra           | Lisboa Devils                        | 23-60                                | Porto Mutts                          | David Martins (Lisboa Devils, LB)    |
| XI LPFA   | 2020 | Cancelada devido à pandemia COVID-19 | Cancelada devido à pandemia COVID-19 | Cancelada devido à pandemia COVID-19 | Cancelada devido à pandemia COVID-19 | Cancelada devido à pandemia COVID-19 |
| XII LPFA  | 2022 | Estádio Municipal de Oleiros         | Crusaders CFA                        | 36-20                                | Lisboa Devils                        | -                                    |
| XIII LPFA | 2023 | Figueira da Foz                      | Crusaders CFA                        | 27-21                                | Lisboa Devils                        | Salvador Bolzoni (Crusaders, RB)     |
| XIV LPFA  | 2024 | Lisboa                               | Lisboa Devils                        | 28-27                                | Lisboa Navigators                    | Floris C. (Lisboa Devils, Safety)    |

## Participações na LPFA
| Equipa                              | Campeão                                       | Vice-campeão             | Edições                |
| ----------------------------------- | --------------------------------------------- | ------------------------ | ---------------------- |
| Lisboa Navigators                   | 6 (LPFA1, LPFA2, LPFA3, LPFA4, LPFA5 e LPFA6) | 1(LPFA14)                | 13                     |
| Lisboa Devils                       | 4 (LPFA7, LPFA8,LPFA10, LPFA14)               | 2 (LPFA12, LPFA13)       | 9 (a partir da LPFA5)  |
| Crusaders CFA                       | 2 (LPFA12, LPFA13)                            | 1 (LPFA6)                | 13                     |
| Portuscale Dragons                  | 1 (LPFA9)                                     |                          | 1 (LPFA9)              |
| Porto Mutts                         | -                                             | 3 (LPFA4, LPFA9, LPFA10) | 10 (a partir da LPFA4) |
| Paredes Lumberjacks                 | -                                             | 2 (LPFA1 e LPFA2)        | 11 (LPFA1 - LPFA11)    |
| Braga Warriors                      | -                                             | 2 (LPFA3 e LPFA5)        | 12 (a partir da LPFA2) |
| Maia Renegades (ex Porto Renegades) | -                                             | 1 (LPFA8)                | 8 (LPFA1 - LPFA8)      |
| Algarve Sharks                      | -                                             | 1 (LPFA7)                | 7 (a partir da LPFA6)  |
| Santiago Black Ravens               | -                                             | -                        | 5 (LPFA1 - LPFA5)      |
| Algarve Pirates                     | -                                             | -                        | 4 (LPFA4 - LPFA8)      |
| Maia Mustangs                       | -                                             | -                        | 3 (LPFA5 - LPFA7)      |
| Black Knights - GDBM                | -                                             | -                        | 3 (LPFA7 - LPFA9)      |
| Evora Eagles                        | -                                             | -                        | 1 (LPFA9)              |
| Candal Kings                        | -                                             | -                        | 1 (LPFA3)              |
| Canidelo Celtics                    | -                                             | -                        | 1 (LPFA4)              |
| Santa Iria Wolves                   | -                                             | -                        | 1 (LPFA4)              |
| Salgueiros Renegades                | -                                             | -                        | 2 (LPFA12)             |